# کارل شروت
کارل شروت (انگلیسی: Karl Schrott؛ زادهٔ ۹ ژانویهٔ ۱۹۵۳) لژسوار اهل اتریش است.